# St. Burkhard (Eliasbrunn)

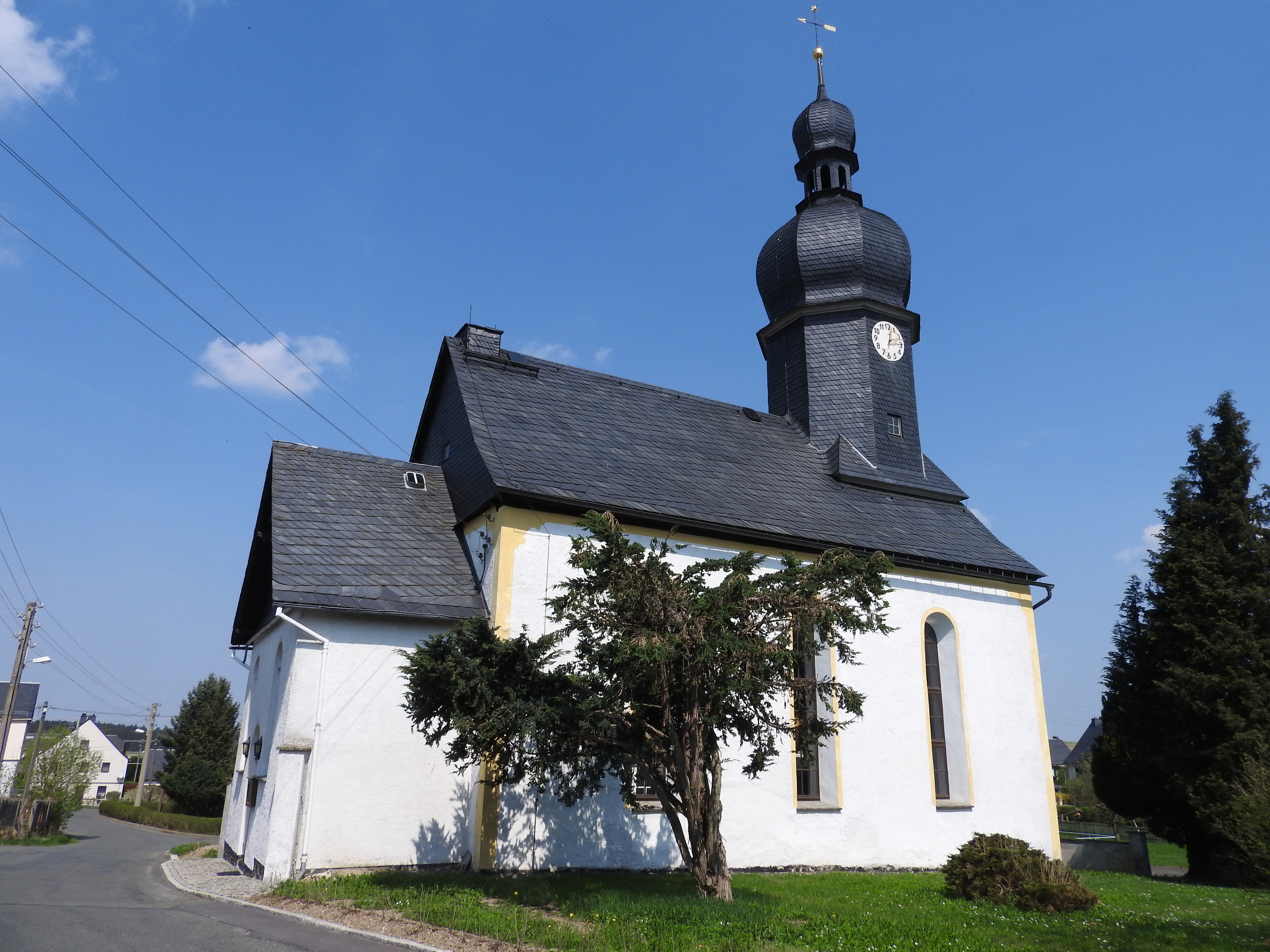
St. Burkhard

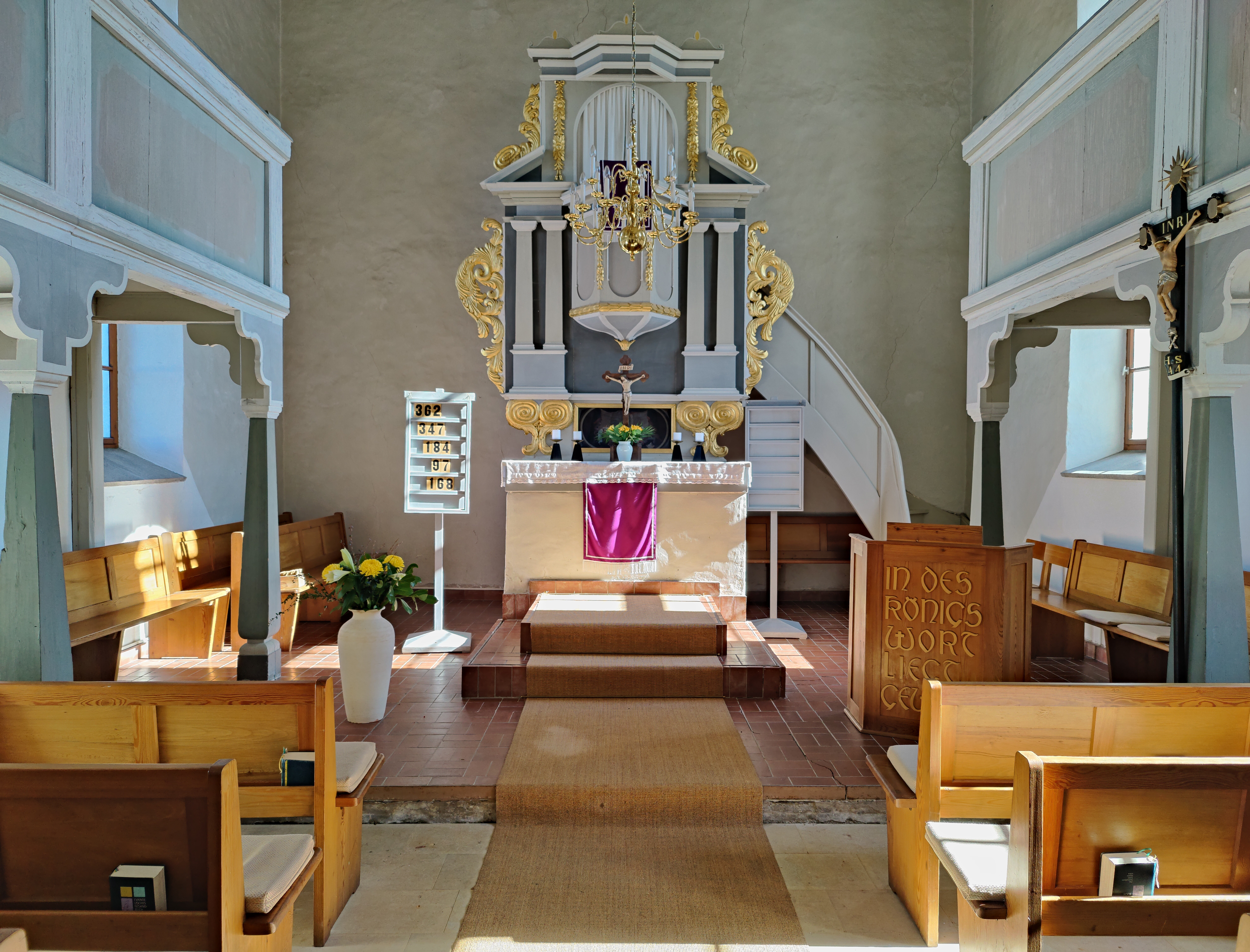
Innenraum (2022)

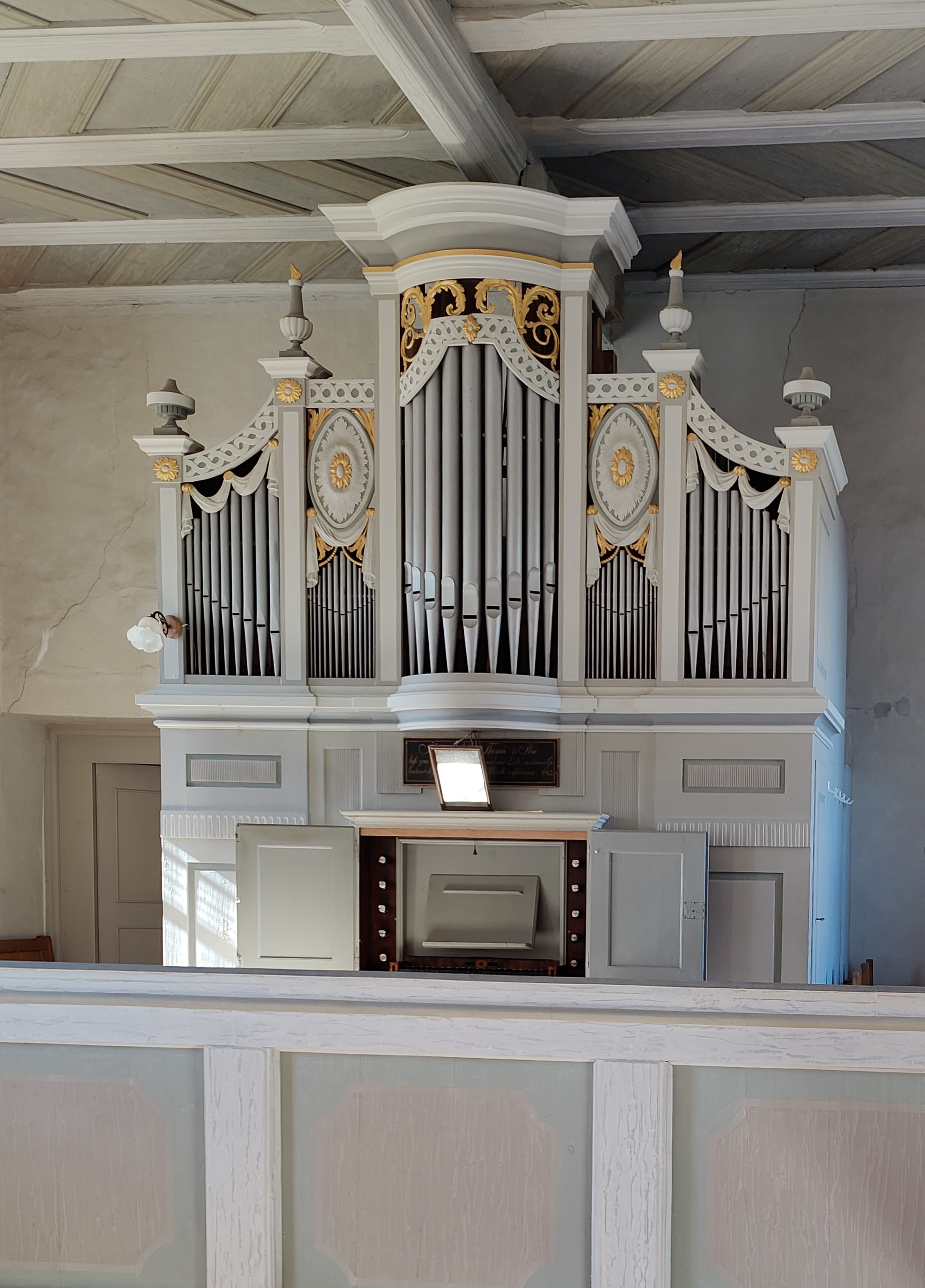
Orgel

Die evangelisch-lutherische Dorfkirche St. Burkhard steht in Eliasbrunn, einem Ortsteil der Gemeinde Remptendorf im Saale-Orla-Kreis. Schutzpatron ist der heilige Burkard. Die Kirchengemeinde Eliasbrunn gehört zum Pfarrbereich Gahma-Weisbach im Kirchenkreis Schleiz der Evangelischen Kirche in Mitteldeutschland.

## Beschreibung
Seine jetzige Baugestalt erhielt das Gotteshaus wohl 1703, denn für dieses Jahr ist die bauliche Vergrößerung bezeugt. Durch sie entstand eine einfache, rechteckige Saalkirche, die den Chor und das Langhaus zusammenfasst. Als Eingang dient ein Vorbau. Im sechseckigen, verschieferten Dachturm hängen zwei Glocken aus Stahl von 1922. Die Bronzeglocke von 1740 wurde im Ersten Weltkrieg eingeschmolzen. Der Turm trägt eine Haube, die von einer Laterne bekrönt wird. Überdeckt wird der Innenraum von einer Holzbalkendecke mit eingeschobenen Riegelbrettern im Fischgrätmuster. Noch 1843 sollen Decke und Emporen ohne Anstrich gewesen sein. Der Kanzelaltar stammt vermutlich aus der zweiten Hälfte des 18. Jahrhunderts. Er zeigt lediglich eine Darstellung des Abendmahls.
Die Orgel wurde 1812 von Georg Christoph Hofmann gebaut, der einer Familie von Orgelbauern angehörte, die über mehrere Generationen von 1777 bis 1867 von Neustadt bei Coburg aus wirkte und über 60 Orgeln in Oberfranken und dem südlichen Thüringen schuf. Sie hat 8 Register, verteilt auf ein Manual und Pedal.